# Большой Кильдик
Большой Кильдик — река в России, протекает по Башкортостану. Устье реки находится в 85 км по левому берегу реки Большая Сурень. Длина реки составляет 10 км.

## Данные водного реестра
По данным государственного водного реестра России относится к Уральскому бассейновому округу, водохозяйственный участок реки — Большой Ик, речной подбассейн реки — подбассейн отсутствует. Речной бассейн реки — Урал (российская часть бассейна).
Код объекта в государственном водном реестре — 12010000612112200006153.